# 朱厄爾 (喬治亞州)
朱厄爾（英語：Jewell）是位於美國喬治亞州沃倫縣的一個非建制地區。該地的面積和人口皆未知。

## 地理
朱厄爾的座標為33°17′47″N 82°46′38″W / 33.29639°N 82.77722°W，而該地的平均海拔高度為130米（即420英尺）。